# Peng Chau
Peng Chau (chiń. 坪洲) – niewielka wyspa w Hongkongu położona na północny wschód od wyspy Lantau. Wyspa położona jest w dzielnicy Islands. Jej powierzchnia wynosi 0,98 km².
Na wyspę można się dostać za pomocą linii promowej New World First Ferry pływającej z dzielnicy Central and Western na wyspie Hongkong, promów pływających z wysp Mui Wo, Chi Ma Wan i Cheung Chau oraz niewielkich promów Kai-to pływających z zatoki Discovery.